# Shaukat Ali
Shaukat Ali (ur. 6 października 1897, zm. 25 lutego 1960) – indyjski hokeista na trawie. Mistrz olimpijski z Amsterdamu.
Zawody w 1928 były jego jedynymi igrzyskami olimpijskimi. W turnieju wystąpił w trzech spotkaniach strzelając jednego gola.